# Капуас
Капуас (на индонезийски: Sungai Kapuas) е река в Индонезия, протичаща през западната част на остров Борнео. Дълга е 1143 km, което я прави най-дългата река в Индонезия и една от най-дългите островни реки в света. Извира от планинския хребет Мюлер в централната част на острова и се влива в Южнокитайско море посредством широка и блатиста делта близо до град Понтианак (столицата на провинция Западен Калимантан).

## География
Реката е с дължина 1143 km, а при делтата си е широка 700 m. Водосборният ѝ басейн е с площ 98 749 km2 или 67% от Западен Калимантан. Оттокът ѝ варира през годината, като средногодишно е 6000 – 7000 m3/s при делтата и 2000 m3/s по горното течение. Той е най-голям през дъждовния сезон от април до ноември, когато нивото на водата може да се покачи с 10 – 12 метра за една нощ, заливайки и наводнявайки околните райони.
Реката извира от централната част на Борнео, на 1251 m н.в., южно от границата с Малайзия, между западния склон на хребета Мюлер и южния склон на хребета Горен Капуас (Бовен Капуас). В продължение на около 165 km тя тече през планински терен, след което слиза към блатиста равнина. Там надморската ѝ височина намалява само с 50 m в продължение на 900 km от Путусибау до делтата ѝ. На около 350 km от извора на реката, близо до северния ѝ бряг, се намира система от езера (Луар, Сентарум), която е свързана с реката чрез многобройни канали. Когато месечните валежи надвишат 300 mm, реката прелива и пренасочва голяма част от водите си към езерата. Напълването им предотвратява създаването на големи наводнения по долното течение на реката и спомага за миграцията на рибите от реката към езерата, където хвърлят хайвера си.
Реката се влива в Южнокитайско море посредством широка и блатиста делта, която се разпростира както към вътрешността на острова, така и към морето, като отлаганията на тиня могат да се разпростират на 50 – 60 km от брега. Делтата се намира на югозапад от град Понтианак, който е столица на провинция Западен Калимантан. Делтата има пет основни ръкава, от които северният е най-широк. Най-големият приток е река Мелауи, която се влива отляво близо до град Синтанг, на около 465 km от устието. Други големи притоци са Ландак, Кубу, Пунгур и Секаям.
основни притоци: леви – Танджан, Туан, Мелави; десни – Мендалам, Сибау, Ембалух, Сай, Секаян.
Реката тече през два национални парка: Бетунг Керихун (8000 km2) и Денау Сантарум (1320 km2).

## Флора и фауна
Горното и средното течения на реката преминават през гъсти тропически гори, чиито богати флора и фауна са обект на международни изследвания. Често се откриват нови видове, като например змията Enhydris gyii през 2005 г.
Видрите и крокодилите са често срещани около реката, но жаби почти липсват. В дърветата над реката живеят черноръки гибони, борнейски гибони, катерици на Превост и тупайоподобни.
Идентифицирани са около 300 вида риба във водосборния басейн на реката, като 234 от тях имат висока икономическа стойност. Разнообразието на рибите тук е по-високо отколкото където и да е другаде в Индонезия. Рибите принадлежат на 120 рода и 40 семейства. Над 30% от видовете са дошли от морето и живеят предимно в района на делтата. Сред икономически по-важните риби са: пангасиуси, Osphronemus goramy и Helostoma temminkii, които се ядат, и малайзийски склеропагес и Rasbora, които се търгуват като аквариумни. Поради прекомерния улов, няколко вида са застрашени от изчезване, сред които Himantura signifer и Wallago attu.
Благодарение на топлия климат и изобилието от храна, повечето риби се размножават през цялата година. Освен риби, в реката се срещат много раци, скариди и различни водни насекоми. Богатото биоразнообразие е създало много сложна хранителна верига.

## Транспорт
Капуас е голяма водна артерия, свързваща центъра на острова със западния му бряг. Ширината и дълбочината ѝ предоставят условия за интензивен превоз на товари и пътници по протежение на по-голямата част от течението ѝ. Корабите с газене до 3 метра, могат да плават от Синтанг (465 km от устието), а тези с газене до 2 метра могат да достигнат град Путусибау (902 km от устието). Мостът Таян, намиращ се на 130 km от устието, преминава над реката и е най-дългият мост на остров Борнео. Построен е през 2016 г.